# لوتار سيبل
لوثار سيبل (بالألمانية: Lothar Sippel)‏ هو مدرب كرة قدم ولاعب كرة قدم ألماني في مركز الوسط، ولد في 9 مايو 1965 في غوتينغن في ألمانيا. لعب مع آينتراخت فرانكفورت وبوروسيا دورتموند وفيرست فيينا ونادي أونترهاخينغ ونادي هسن كاسل وهانوفر 96.

## وصلات خارجية
- لوثار سيبل على موقع قاعدة بيانات كرة القدم.إي يو (الإنجليزية)
- لوثار سيبل على موقع بيانات كرة القدم. دي إي (الألمانية)